# 相模原市立相模丘中学校
相模原市立相模丘中学校（さがみはらしりつ さがみがおかちゅうがっこう）は、神奈川県相模原市緑区久保沢二丁目にある公立中学校。

## 通学区域
- 相模原市緑区[1]
  - 小倉
  - 川尻1099~1425・1487・1488・1491・1498~1967・3970~6027
  - 久保沢1丁目
  - 久保沢2丁目
  - 久保沢3丁目
  - 葉山島
  - 原宿1丁目
  - 原宿2丁目
  - 原宿3丁目
  - 原宿4丁目
  - 原宿5丁目
  - 原宿南1丁目
  - 原宿南2丁目
  - 原宿南3丁目
  - 広田
  - 町屋1丁目
  - 町屋2丁目
  - 町屋3丁目
  - 町屋4丁目
  - 向原1丁目
  - 向原2丁目
  - 向原3丁目
  - 向原4丁目

## 進学前小学校
- 相模原市緑区
  - 相模原市立川尻小学校
  - 相模原市立湘南小学校
  - 相模原市立広田小学校

## 交通アクセス
（JR横浜線・相模原線・京王相模原線橋本駅）「城山総合事務所入口」バス停より徒歩6分。